# Alan Tudyk
Alan Wray Tudyk (AFI: [ˈtjuːdɪk] TEW-dik; El Paso 16 de março de 1971), mais conhecido como Alan Tudyk, é um ator, dublador, produtor, roteirista e diretor estadunidense. Seu trabalho no cinema inclui papéis em 28 Days (2000), Coração de Cavaleriro (2001), Dodgeball: A True Underdog Story (2004), dublagem e captura de movimento para Sonny, em Eu, Robô (2004), e 3:10 to Yuma (2007). Ele estrelou o filme de terror de comédia negra Tucker & Dale vs. Evil (2010). Tudyk também apareceu nos filmes Transformers: Dark of the Moon (2011), 42 (2013), Maze Runner: The Scorch Trials (2015) e Trumbo (2015). Ele deu voz a personagens em todos os filmes da Walt Disney Animation Studios desde 2012.
Os papéis de Tudyk na televisão incluem Wash, na série western espacial Firefly (2002–2003). O show durou uma temporada e desenvolveu um culto de seguidores depois que a série foi ao ar. Ele reprisou o papel no filme de continuação de 2005, Serenity, expandindo os eventos do episódio final da série. Seus outros papéis incluem o filme de comédia negra inglês de 2007, Morte no Funeral, a sitcom Arrested Development (2005, 2013, 2019), a série de ficção científica Dollhouse (2009–2010), a série animada de super-heróis Young Justice (2010–2013, 2019), e várias vozes na série animada American Dad! (2011–atualmente). Tudyk interpretou o Dr. Noah Werner no seriado Suburgatory (2011–2014). Ele também estrelou a série de comédia Newsreaders (2014–2015), a série animada Star vs. the Forces of Evil (2015–2019), dublou Dangerboat na série The Tick (2017–2019), interpretou K-2SO no filme de 2016, Rogue One, e Eric Morden / Mr. Nobody na série Doom Patrol (2019). Nos videogames ele dublou o Mickey em Halo 3: ODST (2009) bem como reprisar seus papéis K-2SO em Star Wars Battlefront (2015) e como o Arqueiro Verde em vários videogames de super-heróis da DC (2013, 2015 e 2017).
Desde 2019, Tudyk dá voz ao Coringa e ao Cara-de-Barro na série Harley Quinn. Tudyk atualmente interpreta Dr. Harry Vanderspeigle na série de comédia de ficção científica Resident Alien, e dubla Optimus Prime na série animada Transformers: EarthSpark. Em 2024, Tudyk deu voz a Alex Sartorius / Doctor Phosphorus e retornou como Cara-de-Barro em Creature Commandos.

## Começo da vida
Tudyk nasceu em El Paso, Texas, filho de Betty Loyce (nascida Wiley) e Timothy Nicholas Tudyk. A família de seu pai é de ascendência polonesa. Tudyk foi criado em Plano, Texas, um subúrbio de Dallas, onde ele frequentou a Plano Senior High School.[carece de fontes?] Ele teve uma breve experiência como comediante de stand-up antes de desistir depois que um membro furioso da plateia ameaçou matá-lo. Tudyk estudou teatro na faculdade metodista afiliada Lon Morris College em Jacksonville, Texas, onde ganhou o prêmio de Excelência Acadêmica em teatro. Enquanto estava na faculdade, ele interpretou Beaver Smith em uma produção teatral do Novo México de Billy the Kid. Tudyk foi posteriormente aceito e frequentou a Juilliard School, mas saiu em 1996 sem obter um diploma.

## Filmografia

### Cinema
| Ano  | Título                              | Papel                          |
| ---- | ----------------------------------- | ------------------------------ |
| 1997 | 35 Miles from Normal                | Trevor                         |
| 1998 | Patch Adams                         | Everton                        |
| 2000 | 28 Days                             | Gerhardt                       |
| 2000 | Wonder Boys                         | Sam Traxler                    |
| 2001 | Coração de Cavaleiro                | Wat                            |
| 2001 | Hearts in Atlantis                  | Monte Man                      |
| 2002 | Ice Age                             | Oscar                          |
| 2004 | Dodgeball: A True Underdog Story    | Steve the Pirate               |
| 2004 | I, Robot                            | Sonny                          |
| 2005 | Rx                                  | Pepe                           |
| 2005 | Serenety                            | Wash                           |
| 2006 | A Era do Gelo 2                     | Cholly                         |
| 2007 | Death at a Funeral                  | Simon                          |
| 2007 | Knocked Up                          | Jack                           |
| 2007 | 3:10 to Yuma                        | Doc Potter                     |
| 2008 | Meet Market                         | Danny                          |
| 2009 | Bed Ridden                          | Det. Kurtz                     |
| 2009 | The Ballad of G.I. Joe              | Shipwreck                      |
| 2009 | Astro Boy                           | Mr. Squeegee                   |
| 2010 | Tucker & Dale vs Evil               | —                              |
| 2010 | Beautiful Boy                       | Eric                           |
| 2011 | Transformers: O Lado Oculto da Lua  | Dutch                          |
| 2011 | Alvin e os Esquilos 3               | Simone                         |
| 2011 | Conception                          | Mark                           |
| 2012 | Strange Frame                       | Chat                           |
| 2012 | Abraham Lincoln: Caçador de Vampiro | Stephen A. Douglas             |
| 2012 | A Era do Gelo 4                     | Milton Fabio Sloth             |
| 2012 | Detona Ralph                        | Rei Doce Turbo (não creditado) |
| 2013 | 42                                  | Ben Chapman                    |
| 2013 | Frozen                              | Duque de Weselton              |
| 2014 | Premature                           | Jack Roth                      |
| 2014 | Justice League: War                 | Clark Kent/Superman            |
| 2014 | Operação Big Hero                   | Alistair Krei                  |
| 2015 | Trumbo                              | Ian McLellan Hunter            |
| 2016 | Zootopia                            | Duque Weaselton                |
| 2016 | Rogue One: Uma História Star Wars   | K-2SO                          |
| 2016 | Moana                               | Hei Hei                        |
| 2019 | Wi-Fi Ralph                         | Tudo Sabe                      |

### Televisão
| Ano        | Título                         | Papel                                                      |
| ---------- | ------------------------------ | ---------------------------------------------------------- |
| 2000       | Strangers with Candy           | Pai                                                        |
| 2000       | Frasier                        | Todd Peterson                                              |
| 2002-2003  | Firefly                        | Hoban 'Wash' Washburne                                     |
| 2005; 2013 | Arrested Development           | Pastor Veal                                                |
| 2005       | Into the West                  | Nathan Wheeler                                             |
| 2006       | Capitol Law                    | Walker Eliot                                               |
| 2006       | CSI: Crime Scene Investigation | Carl Fisher                                                |
| 2008       | Fourplay                       | Drew                                                       |
| 2008       | Play or Be Played              | Charlie                                                    |
| 2009       | James Gunn's PG Porn           | Bob                                                        |
| 2009       | V                              | Dale Maddox                                                |
| 2009-2010  | Dollhouse                      | Alpha                                                      |
| 2009-2010  | Glenn Martin, DDS              | Additional voices                                          |
| 2010       | The Rockford Files             | Det. Dennis Becker                                         |
| 2010-2013  | Young Justice                  | Oliver Queen / Green Arrow Simon Jones/Psimon Captain Cold |
| 2010-2011  | Batman: The Brave and the Bold | Barry Allen / The Flash                                    |
| 2011-2012  | Robot Chicken                  | Pinky                                                      |
| 2011-2013  | American Dad!                  | Vozes adicionais                                           |
| 2011       | Family Guy                     | German                                                     |
| 2011       | Good Vibes                     | Lonnie                                                     |
| 2011-2014  | Suburgatory                    | Dr. Noah Werner                                            |
| 2012       | Napoleon Dynamite              | Officer Elwood                                             |
| 2012       | NTSF:SD:SUV::                  | Sven                                                       |
| 2016       | Powerless                      | Van Wayne                                                  |
| 2018       | Doom Patrol                    | Mr. Nobody                                                 |

### Jogos eletrônicos
| Ano  | Título                     | Papel              |
| ---- | -------------------------- | ------------------ |
| 2005 | Age of Empires III         | Nanib              |
| 2006 | Ice Age: The Meltdown      | Cholly             |
| 2007 | Halo 3                     | Marines            |
| 2009 | Halo 3: ODST               | Mickey             |
| 2013 | Ice Age: Continental Drift | Milton             |
| 2013 | Injustice: Gods Among Us   | Green Arrow        |
| 2013 | Young Justice: Legacy      | Simon Jones/Psimon |

### Teatro
| Ano  | Título                          | Papel        |
| ---- | ------------------------------- | ------------ |
| 1999 | Epic Proportions                | Benny Bennet |
| 2005 | Spamalot                        | Sir Lancelot |
| 2007 | Prelude to a Kiss               | Peter        |
| 2009 | An Evening Without Monty Python | Ele mesmo    |